# Архиепархия Таунджи
Архиепархия Таунджи (лат. Archidioecesis Taunggyiensis) — архиепархия Римско-Католической церкви с центром в городе Таунджи, Мьянма. В митрополию Таунджи входят епархии Лойко, Пхайкхона, Тауннгу, Чёнгтуна. Кафедральным собором архиепархии Таунджи является церковь святого Иосифа.

## История
21 марта 1961 года Римский папа Иоанн XXIII издал буллу Magno gaudio, которой учредил епархию Таунджи, выделив её из епархии Таунгу (сегодня — Епархия Тауннгу). В этот же день епархия Таунджи стала суффраганной епархией архиепархии Рангуна (сегодня — Архиепархия Янгона).
4 ноября 1988 года епархия Таунджи передала часть своей территории для возведения новой епархии Лойко.
17 января 1998 года Римский папа Иоанн Павел II издал буллу Ipso optime, которой возвёл епархию Таунджи в ранг архиепархии.
15 декабря 2005 года архиепархия Таунджи передала часть своей территории для возведения новой епархии Пхайкхона.

## Ординарии архиепархии
- епископ John Baptist Gobbato (21.03.1961 — 18.12.1989);
- епископ Matthias U Shwe (18.12.1989 — по настоящее время).

## Источник
- Annuario Pontificio, Ватикан, 2007
- Булла Magno gaudio Архивная копия от 7 октября 2013 на Wayback Machine, AAS 53 (1961), стр. 653  (лат.)
- Булла Ipso optime Архивная копия от 18 мая 2014 на Wayback Machine  (лат.)